# Was je nog maar hier
Was je nog maar hier is een single van de Nederlandse rapper Cho uit 2015. 

## Achtergrond
Was je nog maar hier is geschreven door Andy Ricardo de Rooy, Giovanni Rustenberg en Tevin Plaate en geproduceerd door  Spanker. Het is een nederhoplied waarin de liedverteller terugblikt op zijn beëindigde relatie en wenst dat de ander weer bij hem was. In de bijbehorende videoclip is de rapper te zijn met een meisje, met scènes waarin ze het soms leuk met elkaar hebben en soms ruzie hebben. De muziekvideo is opgenomen in Suriname.

## Hitnoteringen
De rapper had commercieel gezien weinig succes met het lied. De enige hitnotering was de 95e plaats in de Single Top 100 in de enige week dat het in de lijst stond. 